# Musée maritime fluvial et portuaire de Rouen
Musée maritime fluvial et portuaire de Rouen är ett sjöfartsmuseum i Rouen, i nordvästra Frankrike. Museet visar Rouens hamns historia - den är en av Frankrikes största hamnar - både havshamnen och flodhamnen. Museet invigdes 1999, i samband med Armadan.

## Museet
Museets huvudteman är:
- Rouens hamns historia, bilder av hamnen, och bland annat ett utställningsrum som berättar om den förstörelse som uppstod under andra världskriget.
- Hamnens infrastruktur och arbetet med att göra Seine större för att stora fartyg skulle kunna färdas där.
- De stora segelfartygen i Rouen, med ett rum om de skepp som gick till Nya Kaledonien för att lasta nickel
- Handelsflottan, med många lastfartygsmodeller
- Kanalnavigationen (se presentationen av kanalskeppet Pompon Rouge längre ned).
- Skeppsbyggnad.
- Valfångsten, med ett valskelett (se nedan).
- Ubåtarnas historia, med en reproducerad interiör av Robert Fultons ubåt Nautilus.

Bland utställningens föremål finns kanalskepps- och trålarmotorer, en dimklocka som tidigare fanns vid Risles flodmynning, en dykarutrustning och en återskapad radiohytt från ett skepp från 60-talet.
Ett valskelett (utlånat av Rouens naturhistoriska museum) är utställt mitt i museet. Det är en sillval som var 7 år gammal när den dog därför att den gick på grund.
En 38 meter lång kanalbåt vid namn Pompon Rouge, kan besökas bakom museet. Lastrummet har inretts till ett utställningsrum, här visas en permanent utställning om kanalnavigationen, med bland annat en slussmodell.
Dessutom hålls ofta tillfälliga utställningar om olika ämnen, som till exempel transportbron i Rouen eller vikingarna.

## Bilder

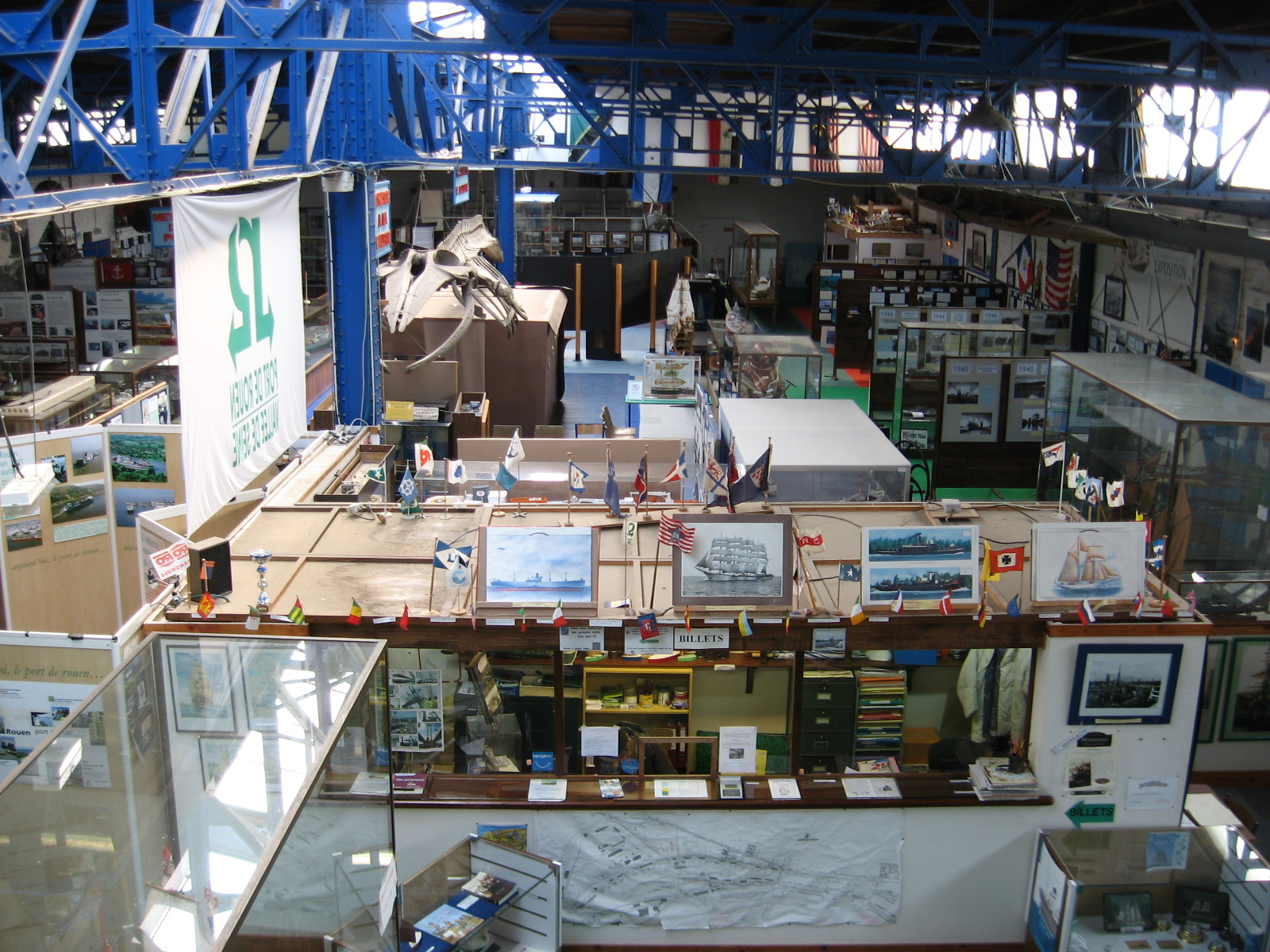
Generell vy över museet
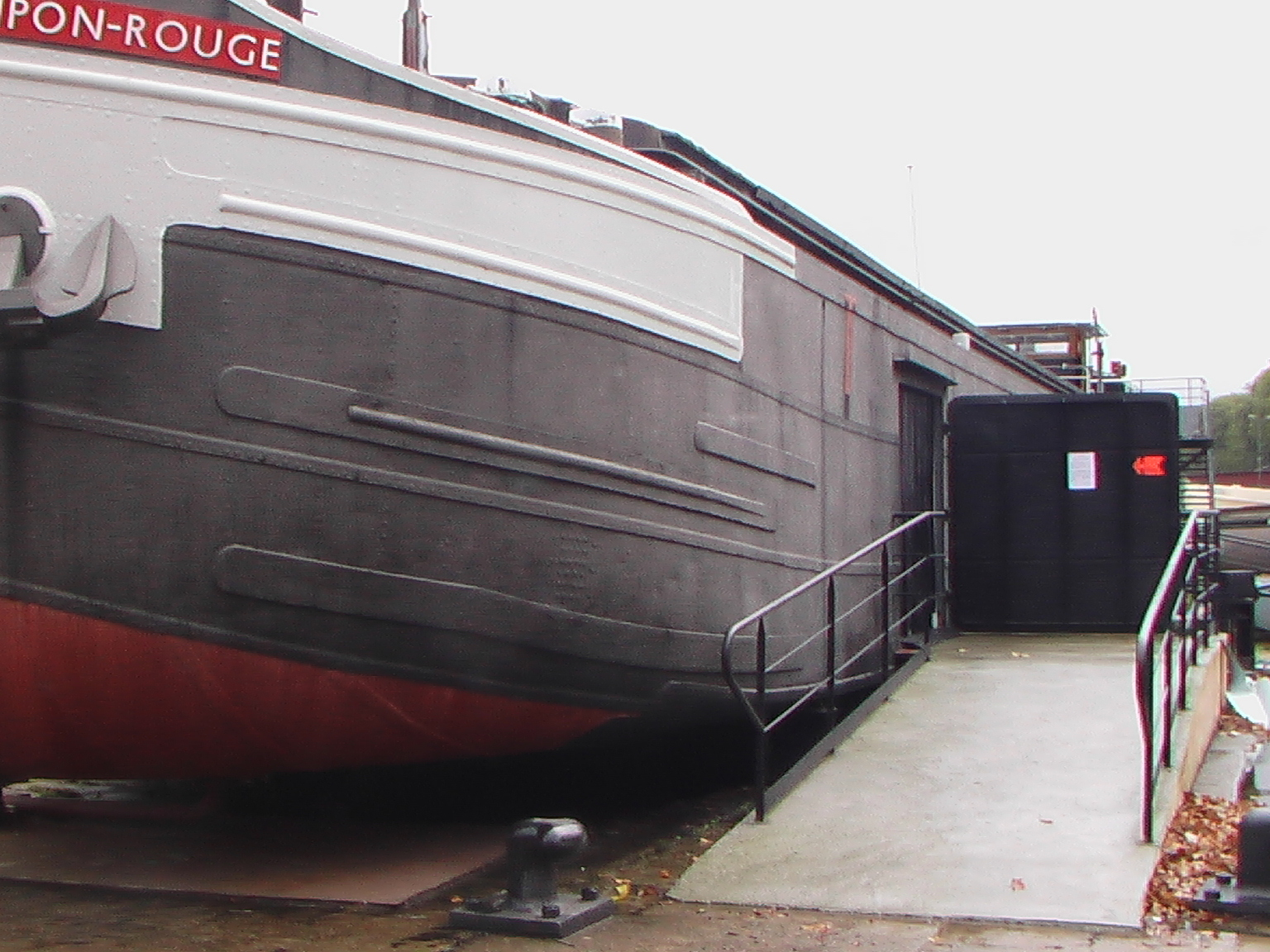
Kanalbåten Pompon Rouge, omvandlad till utställningssal
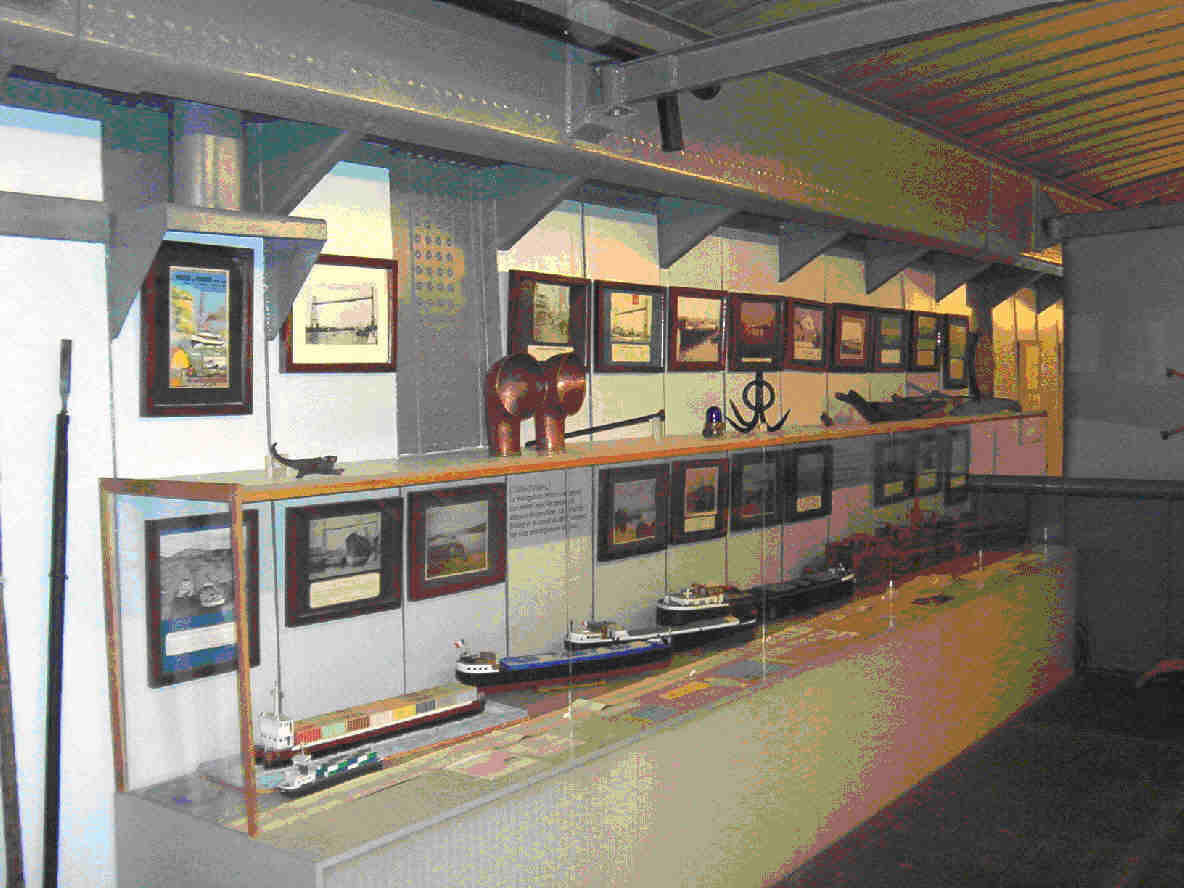
Båtens lastrum, med en permanent utställning om kanalnavigationen
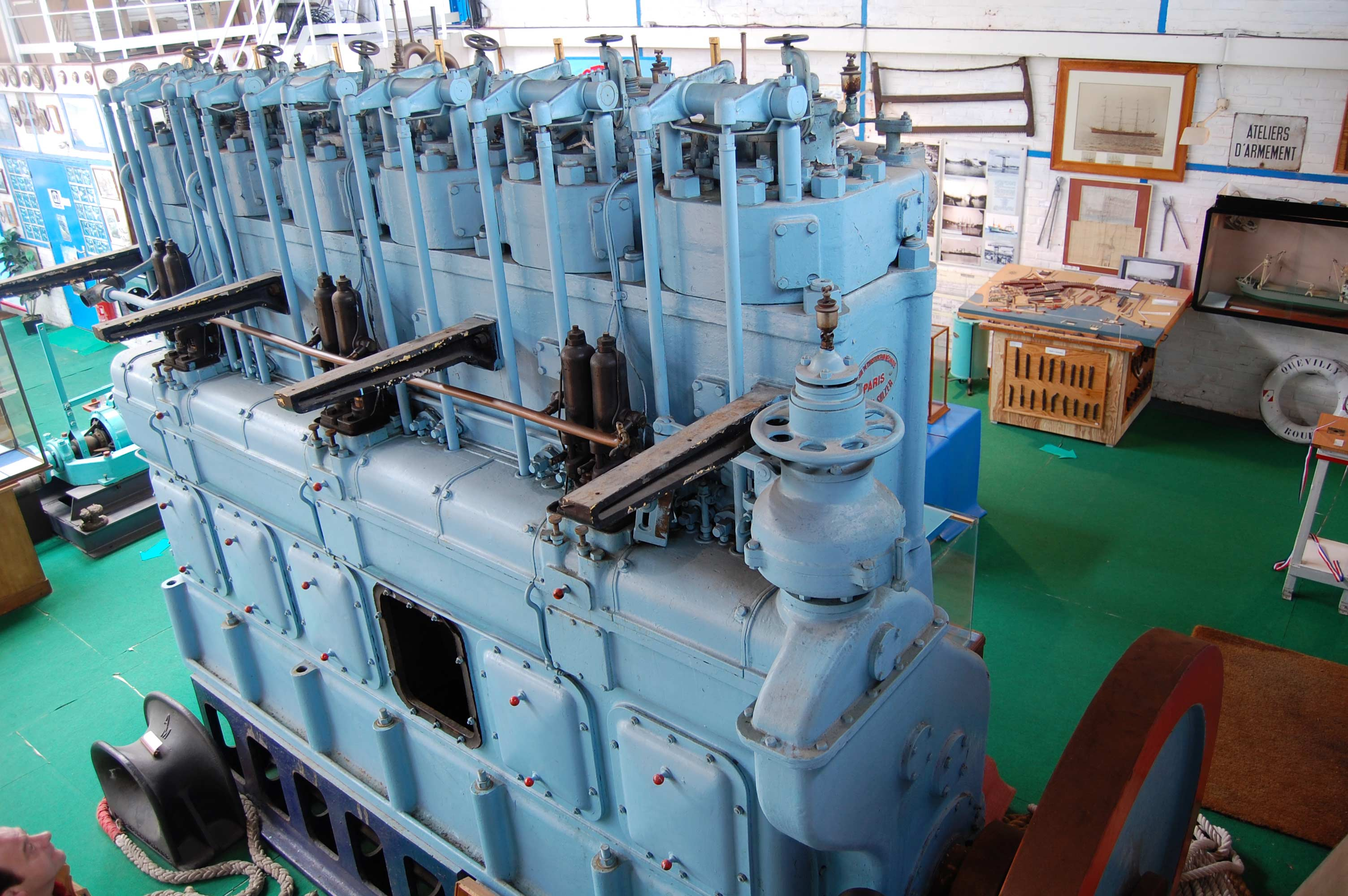
400 CV och 28 tons Sulzer-motor, från en trålare (1937)
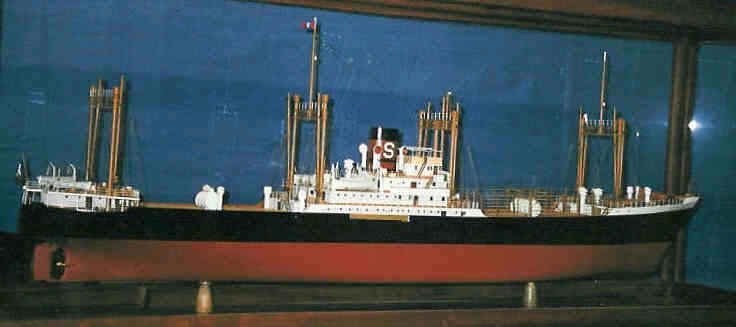
Modell av Marie-Louise Schiaffino, ett skepp som ofta lade till vid den tidigare hangaren 13
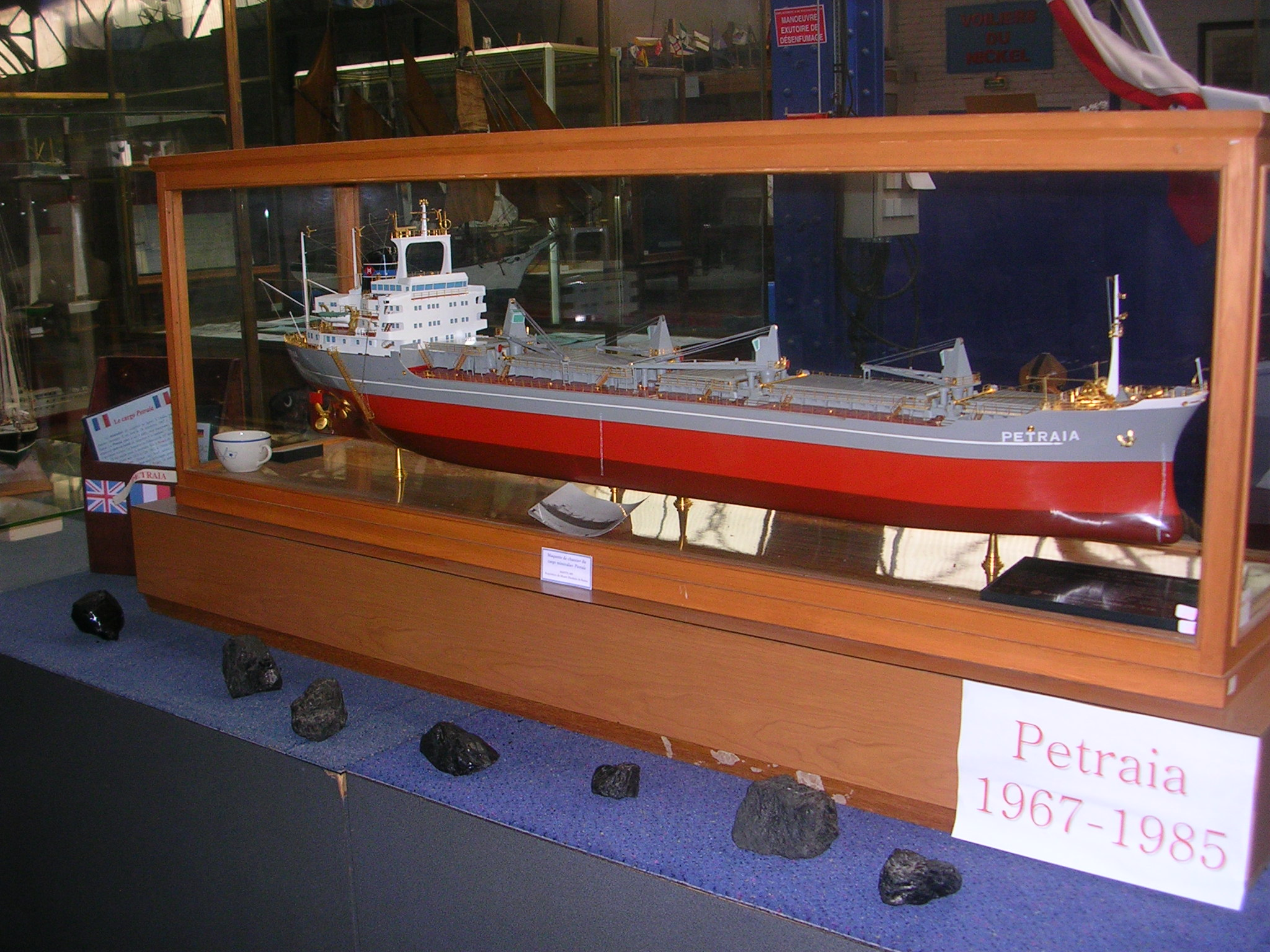
Modell av Petraia, som ofta lade till vid koldockan på andra sidan Seine
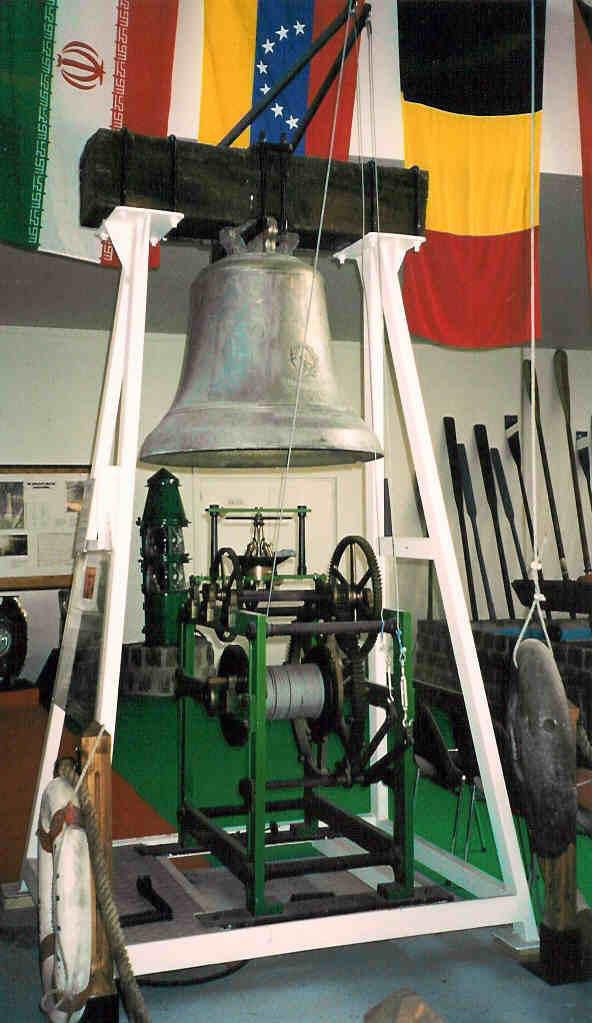
Dimklocka
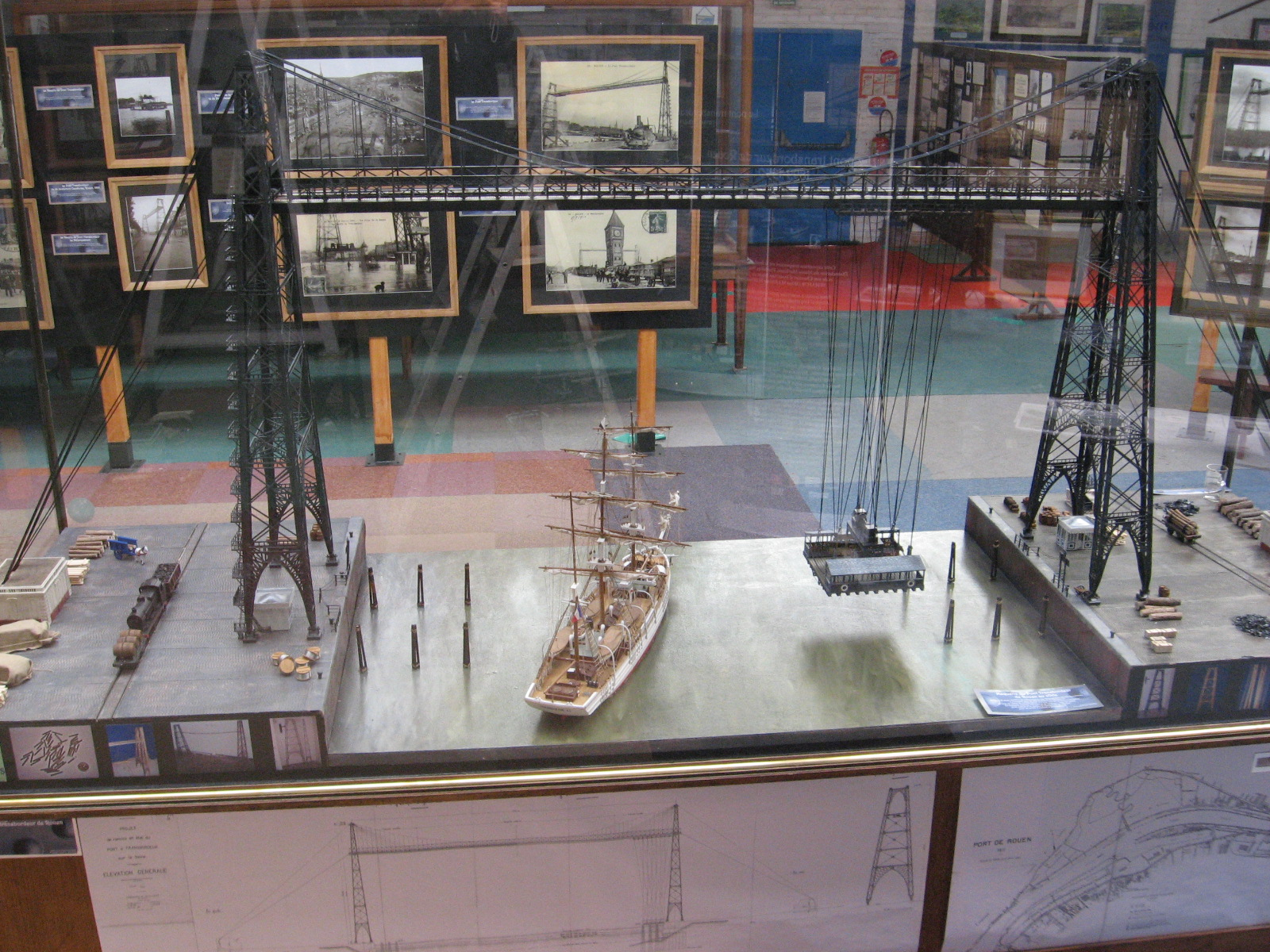
Modell av transportbron i Rouen
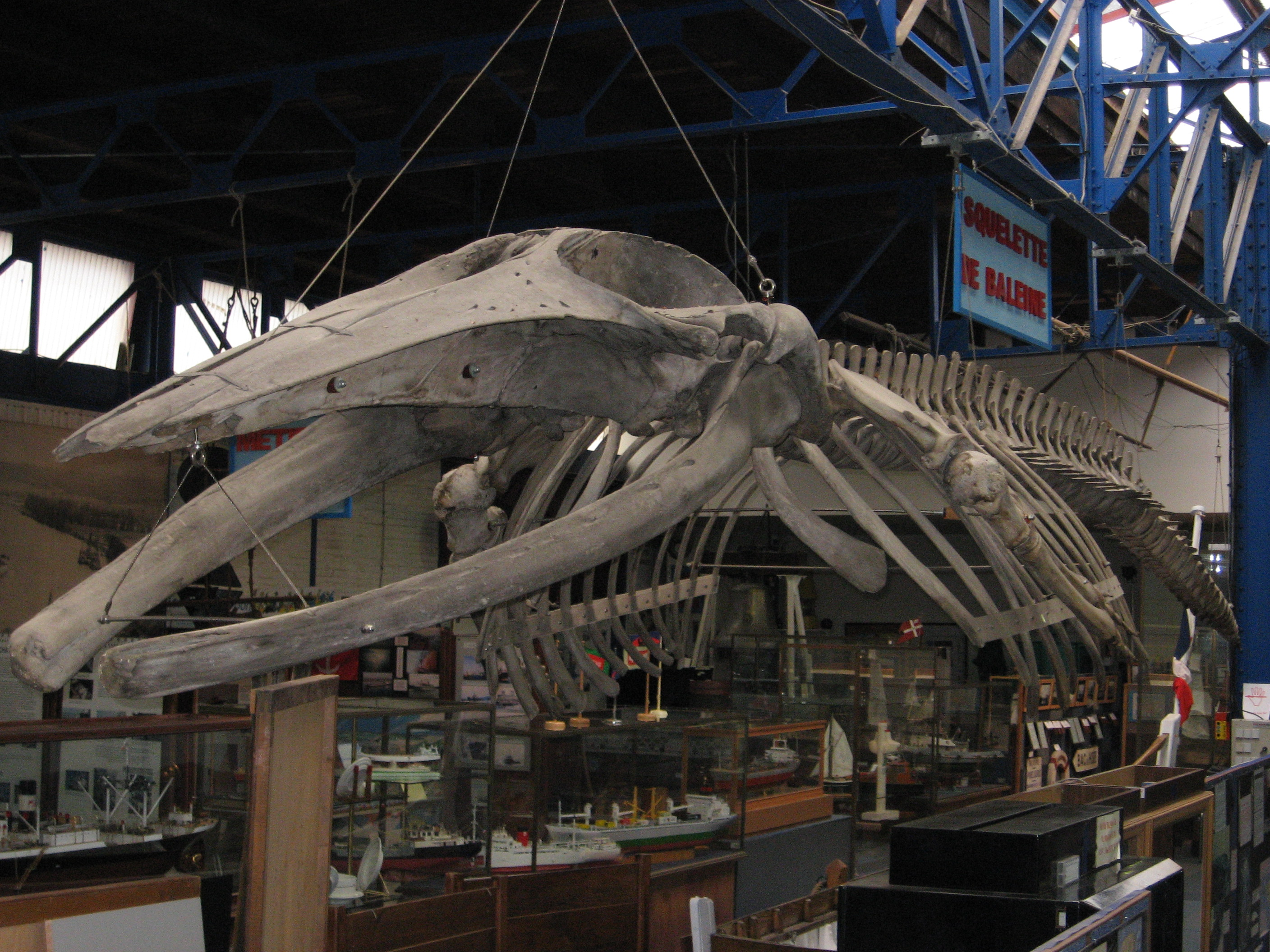
Sillvalsskelett
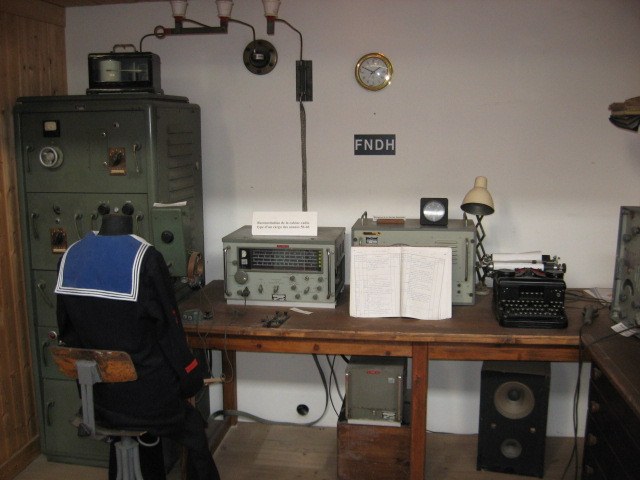
En återskapad radiohytt från ett 60-talsskepp.
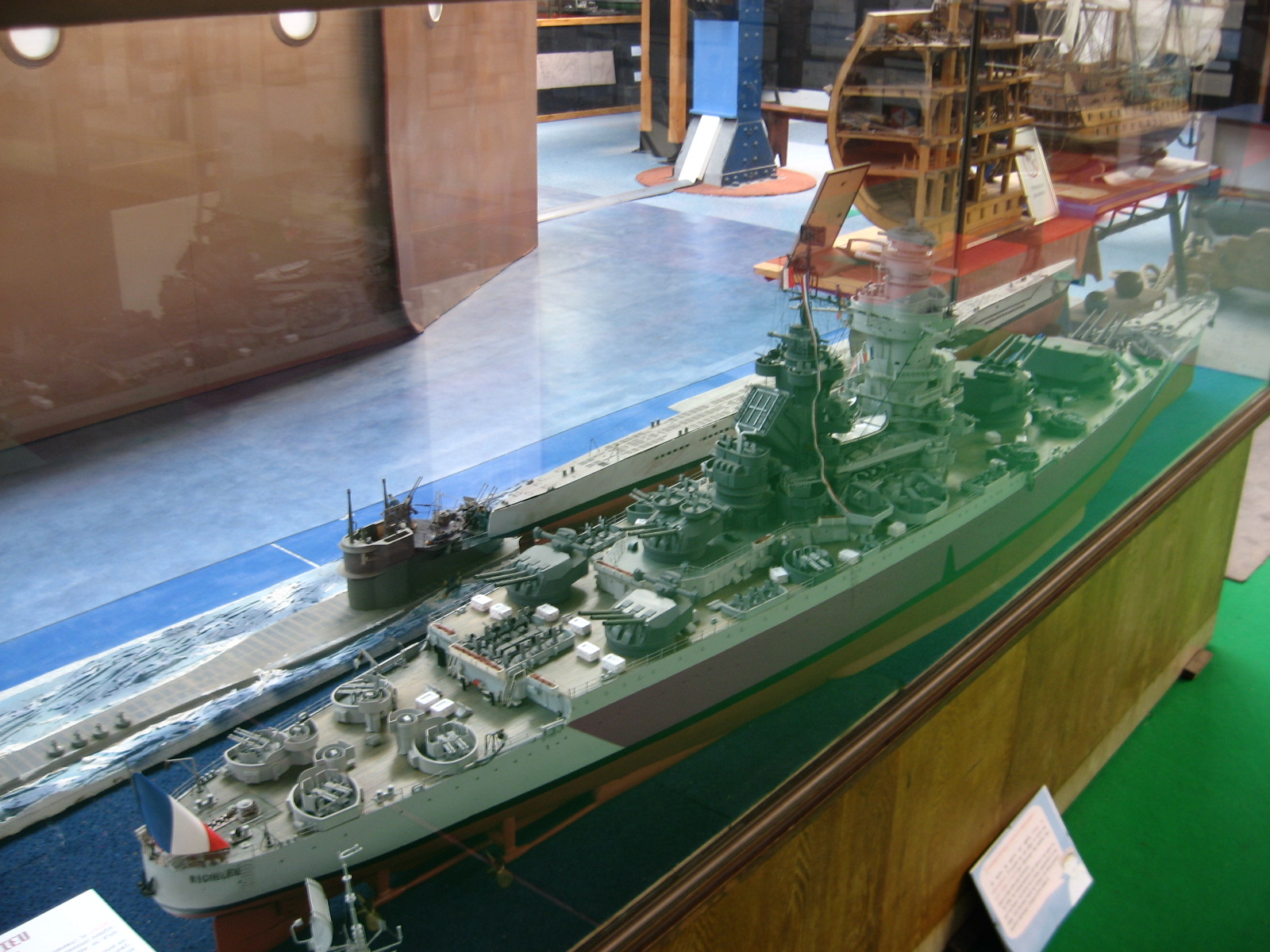
Modell av slagskeppet Richelieu
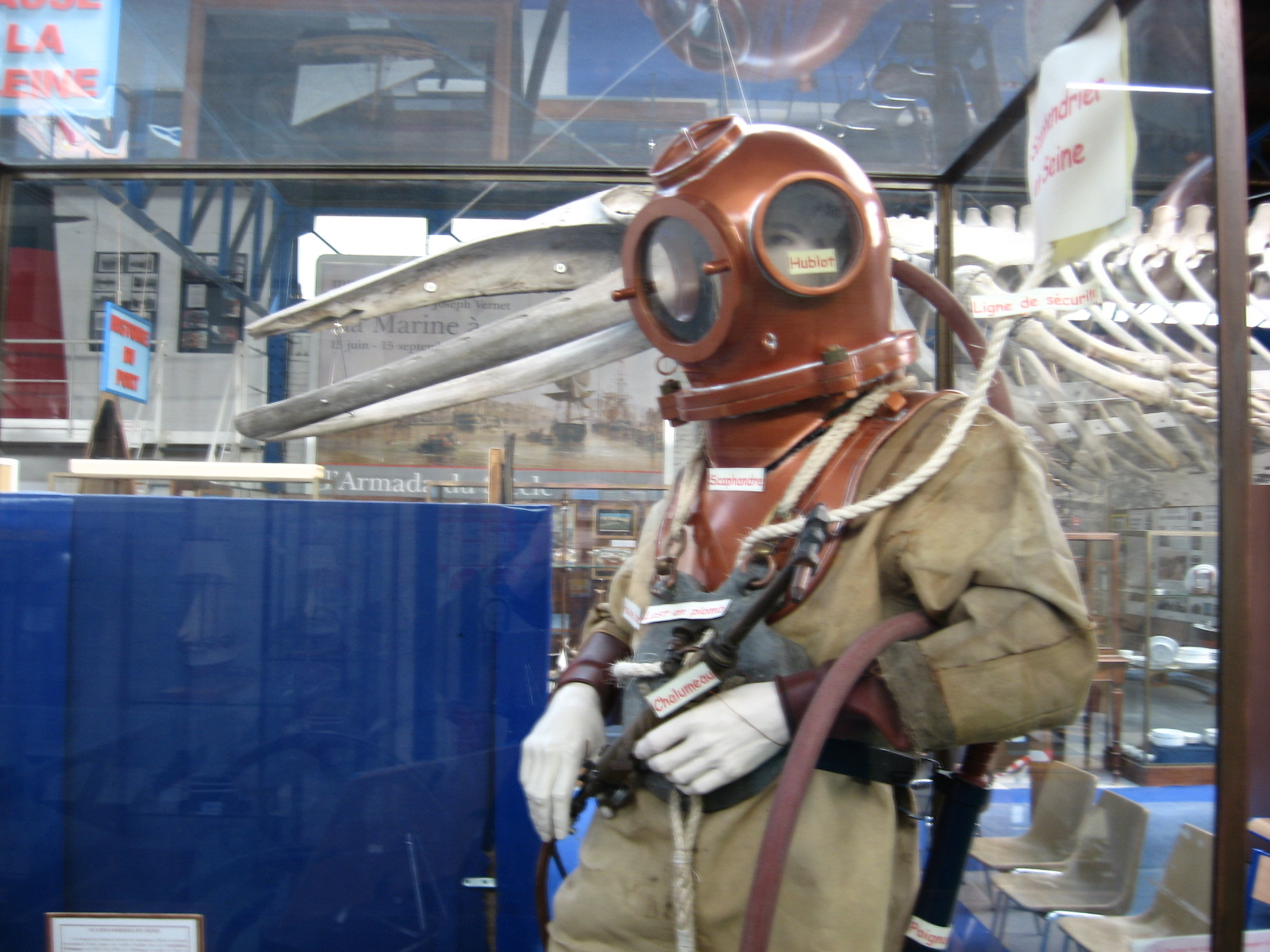
Dykutrustning

## Platsen

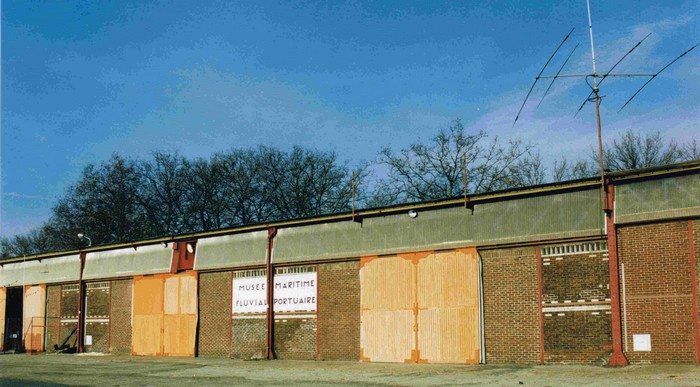
Hangar 13, där museet ligger

Museet är beläget i en tidigare hangar i hamnen vid Seine, inte långt från den nya Gustave Flaubert-bron. Hangaren, Hangar 13, byggdes 1926, och kallades Hangar M fram till 1966 och Port autonome de Rouens grundande.
Den överläts till företaget Schiaffino, som hade trafik till Nordafrika till 1970-talet. Först användes den till att lagra vin, men efter att en vinhangar byggdes användes Hangar 13 för lagring av frukt.
Hangaren användes av många företag under 70-talet och fram till 1984, då den togs ur bruk då den inte längre hade kapacitet nog för att kunna användas i hamnen. 